# Marta Eugenia Solano Arias

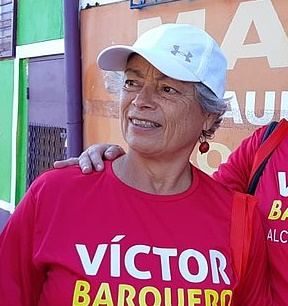
Marta Eugenia Solano Arias

Marta Eugenia Solano Arias là một luật sư và nhà khoa học chính trị người Costa Rica. Solano có bằng Cử nhân Khoa học Chính trị của Đại học Costa Rica và Bằng Luật của cùng một trường đại học, cô cũng có bằng Thạc sĩ về Nghiên cứu Phụ nữ và là chuyên gia về Luật Nông nghiệp. Cô hiện là chủ tịch của Đảng Hành động của Công dân cầm quyền.
Solano là thành viên của Quốc hội của đảng, và hội nghị địa phương của đảng ở bang Montes de Oca, Điều phối viên quốc gia của Ủy ban Phụ nữ, thành viên của Ủy ban Chính trị Quốc gia và hai lần tham gia hai đại hội tư tưởng của đảng. Cô từng làm việc cho Viện Phát triển Nông thôn của Costa Rica, là giáo sư đại học tại Đại học Quốc gia Costa Rica, công tố viên chống quấy rối tình dục tại Đại học Quốc gia, cố vấn cho nữ nghị sĩ Marlene Madrigal Flores và Epsy Campbell Barr và cố vấn đến MIDEPOR. Cô cũng là ứng cử viên cho đại hội cho vị trí thứ năm trong danh sách của San Jose năm 2018.